# Musea Maaseik
Musea Maaseik is een stedelijke dienst van Stad Maaseik in Belgisch Limburg, die instaat voor drie stedelijke musea in diezelfde stad: het Apotheekmuseum, het Regionaal Archeologisch Museum (RAM) en de Kerkschatten van Sint-Catharina. De locatie van het Apotheekmuseum en het Regionaal Archeologisch Museum is Markt 45; de Kerkschatten van Sint-Catharina bevinden zich in de crypte van de Sint-Catharinakerk, Grote Kerkstraat z/n.

## Het Apotheekmuseum
Het Apotheekmuseum bevindt zich in het historisch pand in typische Maaslandse bouwstijl "Den Blauwen Leeuw". Het is de oudste privéapotheek van België, waar van 1702 tot 1959 zes generaties apothekers het apothekersambt beoefenden. De laatste apotheker was Guillaume van Venckenray. Toen hij stopte, werd het pand met complete inboedel gekocht door stad Maaseik, die het vanaf 1964 openstelde als museum voor het brede publiek.

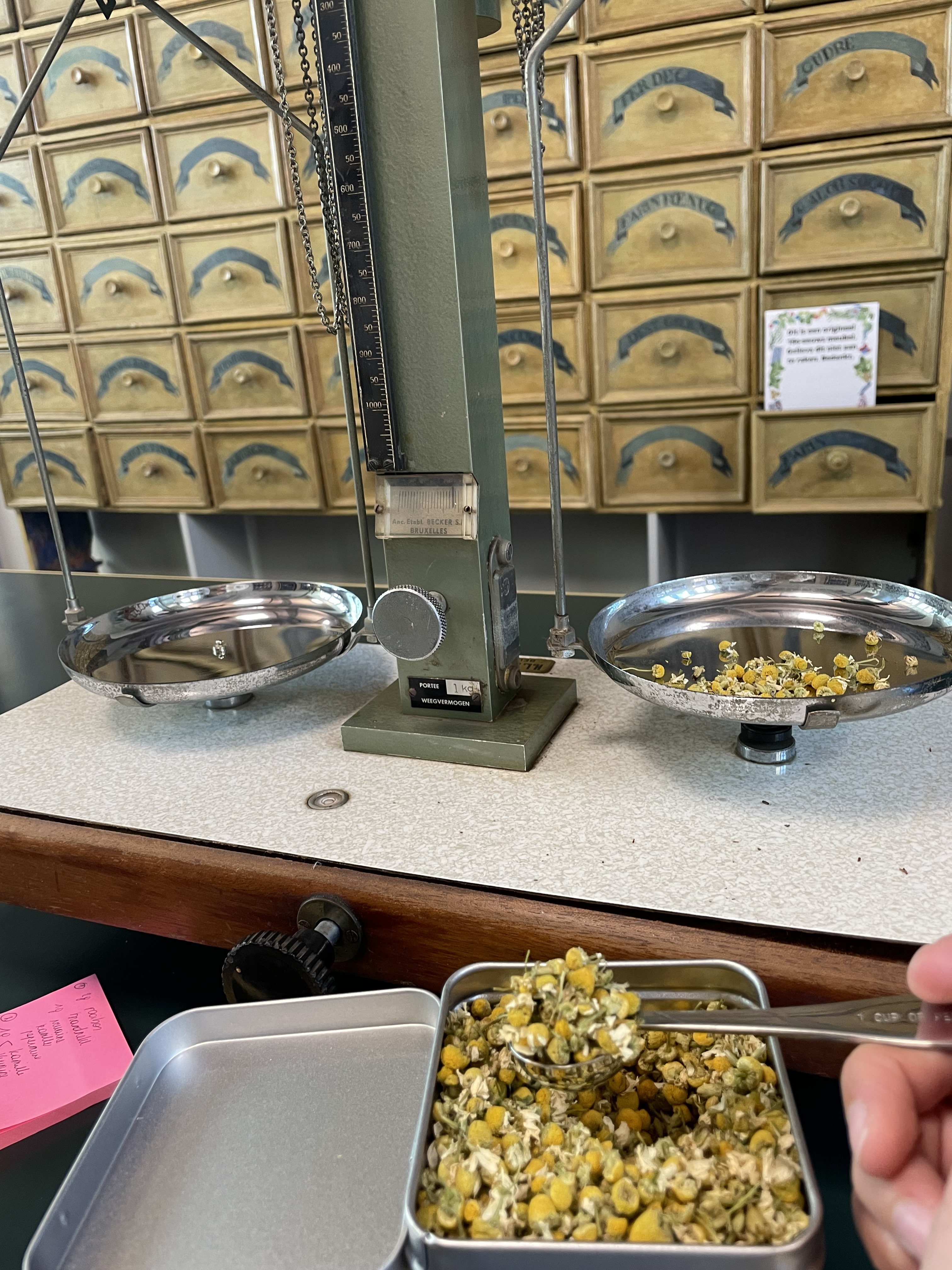
Sinds 2022 kan de bezoeker in het Apotheekmuseum ook zelf de handen uit de mouwen steken met opdrachtjes die in de lades van een replicameubel zitten.

Na het instorten van een zijmuur van het naburige pand, werd de apotheek ontruimd en gerenoveerd. Na grondig onderzoek kwam men tot de conclusie dat het interieur de apotheek doorheen de vele eeuwen diverse vormen en kleuren gekend had. De stijlkenmerken van één periode konden echter op alle meubels teruggevonden worden: de 18e eeuw. Daarom werd de keuze gemaakt om de volledige apotheek terug naar deze tijd te brengen. De bruine verf van het interieur van de tijd van Van Venckenray werd door de restaurateurs vakkundig verwijderd. Dit zorgde ervoor dat een geel-met-blauw interieur uit de tijd van apotheker Thomas Botti tevoorschijn kwam. Pronkstuk is de vergiftenkast, een gevolg van de toen nieuw ingevoerde Napoleontische wetgeving: vergiften en gevaarlijke geneesmiddelen moesten bewaard worden in een kast of ruimte die afgesloten kon worden en het verhandelen moest vanaf dan nauwkeurig bijgehouden worden.
Het Apotheekmuseum toont de algemene en lokale geschiedenis van het apothekerswezen en het vakmanschap van de oude apotheker. In de apothekerskasten staan diverse apothekerspotten en flessen in hout, aardewerk en tin, waarvan sommige uit de 16e eeuw stammen. Op de originele 18de-eeuwse toonbank staan de oorspronkelijke vijzels en stampers, pillendraaiers, weegschalen en zo meer van de voormalige apothekers.
Sinds 2022 staat er in het Apotheekmuseum ook een replicameubel. In dit meubel kan de bezoeker aan de slag met allerhande activiteiten om het oude ambacht van de apotheker te leren kennen.
Het gebruik van kruiden was essentieel voor de oude apotheker. Achter het Apotheekmuseum ligt dan ook de Kruidentuin. Deze is gereconstrueerd op basis van pollenanalyse van onder andere de inhoud van de beerput van de apotheek. Zo kon men reconstrueren welke kruiden en in de apotheek gebruikt werden. Deze kruiden kunnen teruggevonden worden in de Kruidentuin.

## Het Regionaal Archeologisch Museum

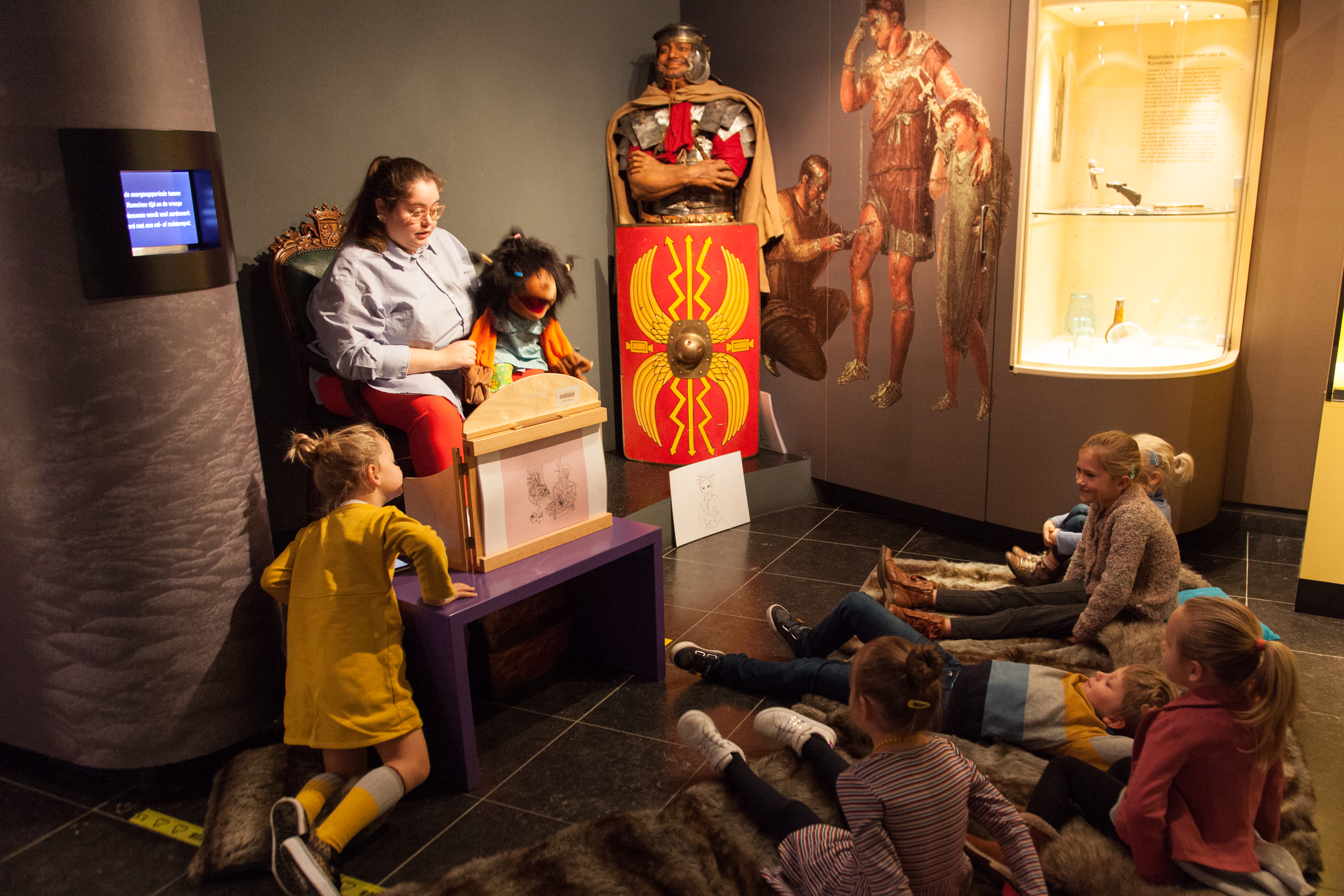
Het Regionaal Archeologisch Museum toont aan de hand van archeologische objecten het verleden van Maas- en Bosbeekvallei, van prehistorie tot 19e eeuw. De Musea Maaseik organiseren regelmatig extra activiteiten, zoals workshops, voorleesmomenten en lezingen.

Achter het Apotheekmuseum ligt het Regionaal Archeologisch Museum (RAM). Dit museum toont een chronologisch overzicht van archeologische en enkele kunsthistorische objecten uit de brede regio van de Maas- en Bosbeekvallei, van prehistorie tot de negentiende eeuw. Het museum is als het ware een tijdlijn die het brede historische verhaal van de regio vertelt, geïllustreerd door de archeologische objecten en educatieve hulpmiddelen, zoals diorama's, wassen beelden en doe-activiteiten. In de kelder van het museum bevindt zich de zogenaamde Ontdekkingskelder, waar kinderen aan de hand van 22 doe-activiteiten oude technieken kunnen verkennen.

## De Kerkschatten van Sint-Catharina
De Kerkschatten van Sint-Catharina bevinden zich in de crypte van de Sint-Catharinakerk. De collectie Kerkschatten is eigendom van de kerkfabriek van Sint-Catharina, maar wordt beheerd door de Musea Maaseik, die het ontsluiten als museum voor een breed publiek.
De collectie is een gevolg van de eeuwenoude verering van lokale heiligen Harlindis en Relindis. Deze twee zussen zouden volgens de Vita Sanctarum Relindis et Harlindis (geschreven na 850) rond 730 in opdracht van Willibrordus in het naburige Aldeneik de Abdij van Aldeneik gesticht hebben. Het klooster groeit al snel uit tot een van de grootste vrouwenkloosters van de regio en na de heiligverklaring van de twee zussen trekt het ook vele pelgrims aan. In het kader van deze heiligenverering worden er diverse liturgische objecten geproduceerd, zoals relieken en reliekhouders, religieuze gewaden en zilverwerk. Deze kunsthistorische voorwerpen krijgen na de translatio in 1571 een nieuwe thuis in de crypte van de Sint-Catharinakerk. In deze woelige periode zochten de kanunniken van Aldeneik een veilig onderkomen en verhuisden daarom met al hun hebben en houden naar de parochiekerk binnen de wallen van de relatief nieuwe stad Maaseik.

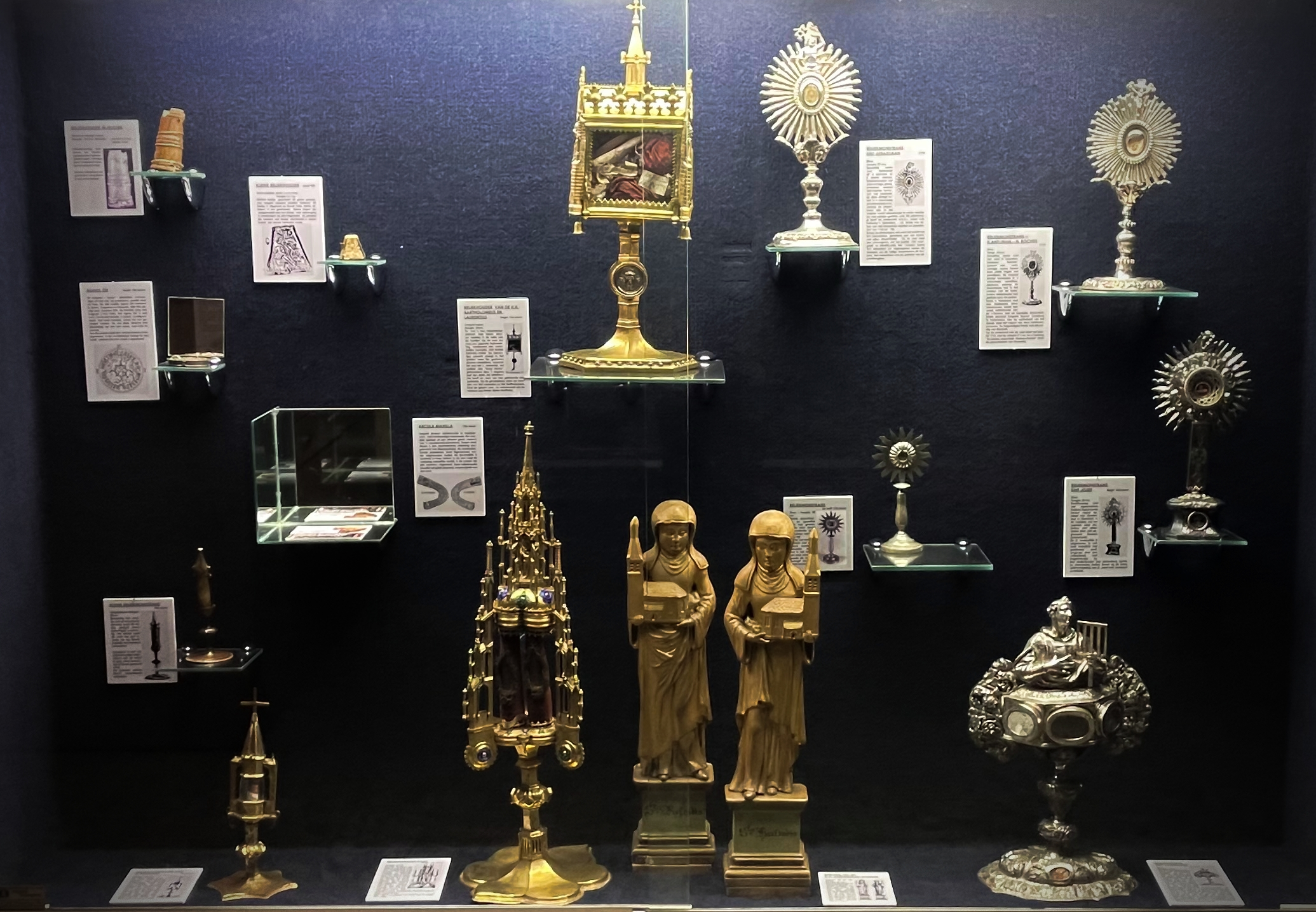
De relieken en zilverwerk van de Kerkschatten van Sint-Catharina.

Het museum toont deze liturgische objecten. Het bekendste topstuk uit de collectie is ongetwijfeld de Codex Eyckensis, een evangeliarium uit de 8e eeuw. Het is het oudst verluchte handschrift van de Benelux en bevindt zich momenteel in de Maurits Sabbebibliotheek aan de KU Leuven in het kader van historisch onderzoek en conservatie. Verder toont het museum enkele religieuze, Angelsaksische weef- en borduursels, ook uit de vroegmiddeleeuwse periode. Deze zeldzame topstukken bevinden zich nog in een uitzonderlijk goede staat en krijgen zo ook wereldwijde aandacht. Verder bestaat de collectie uit relieken en reliekhouders, waarvan de vroegmiddeleeuwse kaakreliek en bursa door hun leeftijd en zeldzaamheid in het oog springen. Tot slot ontsluiten de kerkschatten divers zilverwerk, waarvan dat van Vlaamse meester Frederik Malders het bekendst is.